# Salif Coulibaly
Salif Coulibaly (Bamako, 13 de maio de 1988) é um futebolista profissional burquinense que atua como defensor.

## Carreira
Salif Coulibaly representou o elenco da Seleção Malinesa de Futebol no Campeonato Africano das Nações de 2017.

## Títulos
Mali
- Campeonato Africano das Nações: 2013 - 2º Lugar